# Rivière Ira
 (juin 2025).
Pour les articles homonymes, voir Ira.

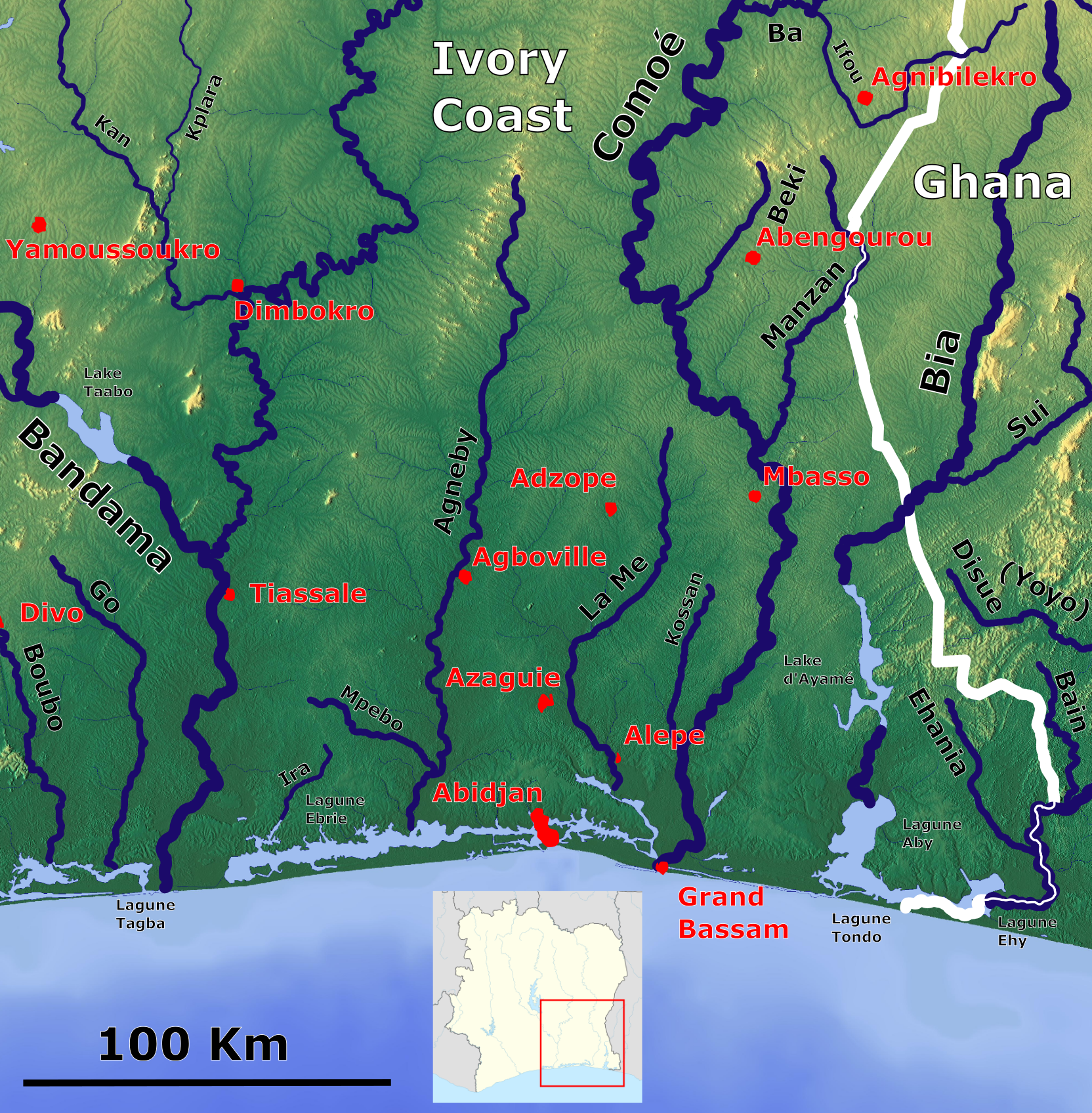
Rivières de la Côte d'Ivoire,Côte Est (Ira en bas à gauche Centre)

La rivière Ira est une rivière de Côte d'Ivoire en Afrique de l'Ouest. La rivière prend sa source dans le district des Lacs et coule vers le sud-ouest avant de se jeter dans l'extrémité ouest de la lagune Ébrié[réf. nécessaire]. Le climat de cette région alterne entre les vents porteurs d'humidité provenant de l'océan Atlantique formant la mousson d'Afrique de l'Ouest et les vents secs de l'harmattan provenant du Sahara. Cette alternance de saisons humides et sèches provoque de grandes variations dans le volume d'eau des rivières de cette région.